# Abdoulaye Traoré (malijski piłkarz)
Abdoulaye Traoré (ur. 13 sierpnia 1970) – malijski piłkarz grający na pozycji pomocnika. W swojej karierze rozegrał 13 meczów i strzelił 2 gole w reprezentacji Mali.

## Kariera klubowa
W swojej karierze piłkarskiej Traoré grał w klubie SS Saint-Pauloise z Reunionu.

## Kariera reprezentacyjna
W reprezentacji Mali Traoré zadebiutował 13 listopada 1988 w przegranym 0:7 towarzyskim meczu z Ghaną, rozegranym w Bamako. W 1994 roku został powołany do kadry na Puchar Narodów Afryki 1994. Na tym turnieju zagrał w czterech meczach: grupowych z Tunezją (2:0) i z Zairem (0:1), w ćwierćfinale z Egiptem (1:0) i w półfinale z Zambią (0:4). Z Mali zajął 4. miejsce w tym turnieju. Od 1988 do 1995 rozegrał w kadrze narodowej 13 meczów i strzelił 2 gole.